# Monalocoris filicis
Monalocoris filicis, auch Langrüsselige Farn-Weichwanze genannt, ist eine Wanzenart aus der Familie der Weichwanzen (Miridae).

## Merkmale
Die Wanzen werden 2,0 bis 3,1 Millimeter lang. Sie haben eine goldbraune Grundfarbe und einen blass-orangen Kopf und sind dadurch leicht erkennbar. Die adulten Tiere sind immer voll geflügelt (makropter). Man kann die Art lediglich mit Bryocoris pteridis verwechseln, von der man sie durch das erste Fühlerglied unterscheiden kann, das kürzer ist als der Kopf breit ist.

## Vorkommen und Lebensraum
Die Art ist in Europa und Asien bis nach Korea und Japan verbreitet. In Deutschland und Österreich ist sie weit verbreitet und in der Regel häufig. In den Alpen steigt sie bis zur Waldgrenze. Besiedelt werden Laub- und Nadelwälder und feuchte, offene Lebensräume wie Moore oder die Ufer von Bächen.

## Lebensweise
Die Wanzen leben wie auch Bryocoris pteridis an verschiedenen Farnarten aus der Familie der Tüpfelfarngewächse (Polypodiaceae), insbesondere an Echtem Wurmfarn (Dryopteris filix-mas), und am Adlerfarn (Pteridium aquilinum, Familie Dennstaedtiaceae). Gelegentlich treten die Wanzen gemeinsam mit Monalocoris parvulus auf. Sie saugen vor allem an den unreifen Sporenanlagen, im Spätsommer auch am vegetativen Gewebe der Pflanzen. Die Männchen sind rege Flieger und schwärmen während der Paarungszeit, wodurch man sie auch auf anderen Pflanzen finden kann. Bei Störung lassen sich die Tiere gelegentlich von den Pflanzen zu Boden fallen, was ungewöhnlich für Weichwanzen ist. Anders als Bryocoris pteridis überwintert die Art als Imago in den trockenen Resten ihrer Wirtspflanzen am Boden, in der Bodenstreu oder auf Ästen von Nadelbäumen, wie etwa Fichten (Picea). Die Weibchen legen ihre grünen Eier von Mai bis Anfang Juni an den Wirtspflanzen ab, wo sie kaum von den ebenso gefärbten Sporen zu unterscheiden sind. Nymphen sind vor allem im Juni und Juli anzutreffen, adulte Wanzen ab Ende Juni, zur Paarungszeit. Im September/Anfang Oktober verlassen die Imagines die Wirtspflanzen.

## Belege